# Liste des députés flamands (2009-2014)
Pour les articles homonymes, voir Liste des députés flamands.
2009-2014
7e 9e
Liste des 124 députés pour la législature 2009-2014 au parlement flamand:
- 118 députés élus au suffrage universel direct par les habitants de la Région flamande,
- 6 députés élus par les habitants de la Région de Bruxelles-Capitale.

10 députés () sont délégués comme sénateurs de Communauté au Sénat fédéral, comme suit:
| législature | partis | partis | partis | partis  | partis | partis | partis |
| .           | CD&V   | N-VA   | Sp.a   | OpenVLD | VB     | Groen! | LDD    |
| 52e         | 3      | 3      | 2      | 2       | 2      | 1      | 0      |
| 53e         | 2      | 3      | 2      | 1       | 1      | 1      | 0      |
| ----------- | ------ | ------ | ------ | ------- | ------ | ------ | ------ |

Cette liste comporte la dernière composition connue avant les élections de 2014.

## Bureau
- Jan Peumans (N-VA), président du parlement
- Veerle Heeren remplace Carl Decaluwé  (CD&V)
- Marijke Dillen  (Vlaams Belang)
- Dirk Van Mechelen  (Open Vld)
- Mia De Vits  (sp·a)
- Jos De Meyer  (CD&V)
- Filip Dewinter remplace Joris Van Hauthem  (Vlaams Belang)
- Eric Van Rompuy remplace Veerle Heeren  (CD&V)
- Marino Keulen  (Open Vld)
- Bart Martens  (sp·a)

## Liste par groupe politique au parlement

### Christen-Democratisch en Vlaams(31)
1. Koen Van den Heuvel, chef de groupe depuis 1.12.2012 remplace Kris Peeters[1]
2. Caroline Bastiaens (5.12.12) remplace Ludwig Caluwé
3. Robrecht Bothuyne
4. Karin Brouwers
5. Lode Ceyssens remplace Erika Thijs[2]
6. Sonja Claes
7. Griet Coppé
8. Dirk de Kort
9. Jos De Meyer
10. Paul Delva remplace Brigitte Grouwels[3]
11. Jan Durnez  remplace Stefaan De Clerck[4] qui devait remplacer Yves Leterme[4]
12. Martine Fournier
13. Cindy Franssen
14. Kathleen Helsen
15. Veerle Heeren
16. Vera Jans remplace Jo Vandeurzen[1]
17. Ward Kennes
18. Els Kindt remplace Carl Decaluwé[5] (01.02.2012)
19. Jan Laurys
20. Sabine Poleyn remplace Hilde Crevits[1]
21. Tinne Rombouts
22. Johan Sauwens
23. Katrien Schryvers
24. Griet Smaers
25. Valerie Taeldeman remplace Joke Schauvliege[1]
26. Marc Van De Vijver
27. Eric Van Rompuy
28. Peter Van Rompuy (18.12.12) remplace Tom Dehaene
29. Jan Verfaillie
30. Johan Verstreken
31. Veli Yüksel

### Open Vlaamse Liberalen en Democraten(22 - 1)
1. Sas van Rouveroij, chef de groupe
2. Ann Brusseel
3. Karlos Callens
4. Patricia Ceysens
5. Jean-Jacques De Gucht
6. Irina De Knop
7. Marnic De Meulemeester
8. Jo De Ro (9.1.2013) remplace Herman Schueremans
9. Gwenny De Vroe
10. Peter Gysbrechts remplace Dirk Sterckx
11. Marino Keulen
12. Egbert Lachaert (25.09.2013) remplace Filip Anthuenis
13. Fientje Moerman
14. Lydia Peeters
15. Bart Tommelein
16. Marc Vanden Bussche (transfuge de Lijst Dedecker)
17. Vera Van der Borght
18. Marleen Vanderpoorten
19. Dirk Van Mechelen
20. Mercedes Van Volcem
21. Khadija Zamouri remplace Sven Gatz (09.2011)

### Vlaams Belang(20 - 2)
1. Joris Van Hauthem, chef de groupe depuis 25.4.2012
2. Agnes Bruyninckx-Vandenhoudt
3. Frank Creyelman
4. Johan Deckmyn
5. Filip Dewinter (chef de groupe jusque 25.4.2012)
6. Marijke Dillen
7. Pieter Huybrechts
8. Chris Janssens
9. Katleen Martens remplace Annick Ponthier[2]
10. Jan Penris remplace Gerolf Annemans[2]
11. Stefaan Sintobin remplace Frank Van Hecke[6]
12. Felix Strackx
13. Erik Tack remplace Guy D'haeseleer[2]
14. Marleen Van den Eynde remplace Bruno Valkeniers[2]
15. Wim Van Dijck (13-10-10) remplace An Michiels
16. Christian Verougstraete
17. Linda Vissers
18. Wim Wienen remplace Anke Van dermeersch[7]

### Indépendants (2) élus sur liste VB
1. Erik Arckens remplace Johan Demol[8]
2. Gerda Van Steenberge

### SP.a(19)
1. Bart Van Malderen, chef de groupe depuis 7.12.2011, remplace Daniël Termont[9]
2. Kathleen Deckx
3. Philippe De Coene
4. Kurt De Loor
5. Mia De Vits
6. Else De Wachter (7-7-2010) remplace Frank Vandenbroucke[2]
7. Steve D'Hulster (7-7-2010) remplace Caroline Gennez[2]
8. Michèle Hostekint
9. Yamila Idrissi
10. Patrick Janssens
11. Marcel Logist
12. Chokri Mahassine
13. Bart Martens remplace Kathleen Van Brempt[6]
14. Fatma Pehlivan
15. Joke Quintens remplace (23.9.2013) Ludo Sannen (7-7-2010)  qui remplaçait Peter Vanvelthoven[10]
16. Els Robeyns
17. Jan Roegiers remplace (Karin Temmerman qui ne remplacera pas) Freya Van den Bossche[1]
18. Güler Turan
19. Jurgen Vanlerberghe (7.12.2011) remplace John Crombez[4]

### Nieuw-Vlaamse Alliantie(16 + 2)
1. Matthias Diependaele, chef de groupe depuis 1.1.2013
2. Vera Celis
3. Piet De Bruyn (6.2.2013) remplace Mark Demesmaeker
4. Annick De Ridder (ex-OpenVLD depuis 26.11.2013) remplace Bart Somers[2]
5. Bart De Wever
6. Tine Eerlingen
7. Danielle Godderies-T'Jonck
8. Marc Hendrickx
9. Liesbeth Homans
10. Lies Jans
11. Marius Meremans (9.1.2013) remplace Lieven Dehandschutter
12. Jan Peumans
13. Willy Segers
14. Helga Stevens
15. Wilfried Vandaele remplace Geert Bourgeois[1]
16. Kris Van Dijck (chef de groupe jusque 1.01.2013)
17. Karim Van Overmeire  (ex-VB depuis 15.07.2010)
18. Goedele Vermeiren (7-7-2010) remplace Sophie De Wit[2]

### Lijst Dedecker(7)
1. Lode Vereeck, chef de groupe
2. Boudewijn Bouckaert
3. Patricia De Waele
4. Peter Reekmans
5. Ivan Sabbe remplace Jean-Marie Dedecker[2]
6. Jurgen Verstrepen
7. Ulla Werbrouck

### Groen(7)
1. Elisabeth Meuleman, chef de groupe depuis le 26.11.2012
2. Bart Caron
3. Dirk Peeters
4. Björn Rzoska (9.01.2013) remplace Filip Watteeuw (ancien chef de groupe)
5. Hermes Sanctorum
6. Luckas Vander Taelen
7. Mieke Vogels

### Union des Francophones(1)
1. Christian Van Eyken